# Протекторат Аден
Протекторат Аден (англ. Aden Protectorate, араб. محمية عدن Maḥmiyyat ‘Adan) — колишній британський протекторат у Південній Аравії, що існував в 1886—1963 роках.

## Історія
Було створено в 1886 з південноаравійських еміратів, що були під Османським сюзеренітетом. Адміністративно ділився на дві частини: Західний протекторат Аден — найбільше місто Лахдж (на північ від міста Аден) і Східний протекторат Аден — основний центр порт Ель-Мукалла. Охоплював практично всю територію Південного Ємену, на додаток до терену колонії Аден. Тепер у складі Ємену.

## Територія
Східний протекторат (Хадрамаут) складався з султанатів (230 000 км²):
- Бархута,
- Касма,
- Шабва
- Вахіді
  - Аззан,
  - Бир Алі
  - Майфаа
    - Балхаф,
    - Хаббан.
- Кішн і Сокотра
- Сайвун
- Шихр і Мукалла
- Ель-Ірка

Західний протекторат Аден (55,000 km²), складався з колонії Аден, а також:
- Ахвар
- Байхан
- Бир Ахмед
- Дабі
- Дала
- Датинах
- Джаар
- Зара
- Зинджибар
- Лахдж
- Мавсвата
- Мафлахі
- Махджаба
- Мусаймір
- Нісаб
- Саїд
- Хадримі
- Шаїб
- Ель-Кеша